# Święto Biura Ochrony Rządu
Święto Biura Ochrony Rządu, Święto BOR – polskie święto obchodzone corocznie 12 czerwca, do 2017 r., przez Biuro Ochrony Rządu na mocy art. 4 ustawy z dnia 16 marca 2001 r. o Biurze Ochrony Rządu. 
Dzień ten nie był dniem wolnym od pracy.

## Historia
Dzień 12 czerwca upamiętnia powołaną w 1924 roku Brygadę Ochronną (przez Zygmunta Hübnera), której zadaniem była ochrona prezydenta RP. Decyzję o jej utworzeniu podjęto tuż po tragicznym w skutkach zamachu na urzędującego wówczas prezydenta - Gabriela Narutowicza. W 2017 r. ostatni raz obchodzono to święto w związku z przekształceniem BOR w Służbę Ochrony Państwa.

## Znaczenie
Święto było okazją do złożenia hołdu żołnierzom i funkcjonariuszom wszystkich kolejnych formacji na przestrzeni dziejów (po odzyskaniu niepodległości w 1918), którzy z honorem pełnili służbę ochronną w kraju i poza jego granicami. 

## Obchody
Główne obchody odbywały się na dziedzińcu Zamku Królewskiego w Warszawie, podczas których Szef BOR-u mógł dokonać uroczystej promocji na pierwszy stopień oficerski funkcjonariuszy BOR (mianowania dokonuje prezydent) i wręczyć odznaczenia: „Medal za Długoletnią Służbę” oraz „Odznaką Honorową BOR”. W tym dniu nowo przyjęci do formacji funkcjonariusze składali uroczyste ślubowanie.